# Václav Kostelecký
Václav Kostelecký, född den 13 oktober 1913 i Dolní Brezinka i Österrike-Ungern, död den 4 februari 1982, var författare, FN-tjänsteman och medhjälpare till Gunnar Myrdal.
Kostelecký föddes i nuvarande Tjeckien. Efter studier vid Handelshögskolan i Prag 1932-1936 och militärtjänst i Tjeckoslovakiens armé 1936-1938 innehade han olika tjänster inom främst den tjeckoslovakiska textilindustrin. Från 1947 var han anställd av FN, från 1948 som Gunnar Myrdals högra hand inom United Nations Economic Commission for Europe (ECE) i Genève. Vid sin pensionering 1977 påbörjade han tillsammans med Myrdal en ECE-historik, som genom Kosteleckýs hastiga frånfälle 1982 förblev ofullbordad.